# Mailly (Saône-et-Loire)
Pour les articles homonymes, voir Mailly.
Mailly est une commune française située dans le département de Saône-et-Loire, en région Bourgogne-Franche-Comté.

## Géographie

### Localisation
Mailly se situe au sud du Brionnais, à l'extrême sud de la Bourgogne. La commune se répartit sur trois collines - Corbey, le Bourg et les Chavannes - séparées respectivement par le ruisseau du pré de la Caille, et le ruisseau des Riollets qui est un  affluent direct de la Loire. Le sous-sol est composé d'argiles, de marnes et de calcaires du jurassique.
Dans le domaine des habitudes sociales de la population, deux localités urbaines ou para-urbaines, situées approximativement à des distances comparables de Mailly, Charlieu et Marcigny (respectivement 14 et 12 km) sont en position d'exercer une influence sur la commune. Leur pouvoir d'attraction réside dans l'emploi, l'offre commerciale, l'enseignement, l'accès aux transports... Charlieu est extérieure au département dont Mailly fait partie mais elle est la seule à disposer d'un lycée. Chauffailles, le chef-lieu de canton dont dépend maintenant Mailly, est trop éloigné (20 km) pour exercer une influence égale à celle de Marcigny ou de Charlieu. En ce qui concerne l'attraction que peut exercer sur les communes rurales du Brionnais et notamment sur Mailly, une ville moyenne (concept se référant à une agglomération de plus de 20 000 habitants) c'est encore hors du département et en l'occurrence de la région qu'il faut chercher : 23 km seulement séparent Mailly de Roanne, centre d'une aire urbaine de plus de 100 000 hab., dimension et proximité qui lui permettent d'exercer sur ce terroir une authentique influence. La prépondérance de Roanne est pourtant réduite en ce qui concerne la diffusion de sa presse puisqu'elle rencontre ici la forte concurrence des journaux de la Bourgogne du sud. D'ailleurs, son relatif éloignement (35 km) n'empêche pas Paray-le-Monial, de rayonner sur Mailly et ses environs grâce à son hôpital et à ses commerces. Quant à Mâcon, la distance (76 km) ne lui laisse pas la possibilité d'établir des relations très suivies avec la commune. Dijon, capitale régionale éloignée de 171 km, n'est pas susceptible de contrebalancer l'attraction de Lyon la métropole du centre-est de la France qui n'est éloignée que d'un peu plus de 100 km.
Le territoire de la commune est limitrophe de ceux de cinq communes :
|           | Saint-Martin-du-Lac |                       |
| Iguerande | Mailly              | Saint-Julien-de-Jonzy |
|           | Fleury-la-Montagne  | Saint-Bonnet-de-Cray  |

### Géologie et relief
Sa superficie totale de 5,47 km2 très inférieure à la moyenne des communes du Nord-Est roannais, 13 km2, la classe parmi les plus petites de la région. Son périmètre est de 12,6 km.
La géologie de Magny oppose deux sortes de secteurs. Les parties les plus élevées du territoire, zones sub-horizontales s'étendant d'une manière générale au-dessus de 400 m d'altitude sur les deux interfluves, soit un peu plus de la moitié du territoire communal, sont couvertes de formations résiduelles à matériaux siliceux d'époque quaternaire. Les deux versants des chacun des deux vallons sont d'autre part le domaine des colluvions argilo-calcaires récentes. Enfin, à l'est, de part et d'autre du ruisseau du Pré de la Caille affleurent des calcaires et des marnes d'âge secondaire. Des calcaires à entroques (fossiles) ont été très localement dégagés par l'érosion sur le versant nord des Riollets et près du bourg de la commune.
Le secteur de Corbey qui se trouve au sud du Pré de la Caille ne couvre que 0,73 km2. L'altitude moyenne de la commune est de 393 mètres ; le bourg, qui se trouve entre les deux ruisseaux est à 426 m. Sur le glacis que représente le territoire de Mailly, la dénivelée est importante ; entre le point culminant à 460 m d'altitude en Saute-Lièvre et l'aval du ruisseau du Pré de la Caille (316 m) le point le plus bas, la pente moyenne est de près de 6 %. Des pentes beaucoup plus fortes sont localement présentes : 21 % sur le versant nord du vallon des Riollets au-dessous du hameau des Chavannes, 32 % sur le versant nord du Pré de la Caille au-dessous du bourg.

### Hydrographie
Le territoire entier de la commune s'étend à mi-pente sur la partie occidentale du bombement brionnais qui penche vers la Loire (tandis que son versant oriental écoule ses eaux vers le Sornin). La partie sommitale du bombement se trouve hors des limites de Mailly sur la commune de Saint-Julien-de-Jonzy. La pente générale de ce glacis est ainsi orientée vers le sud-ouest. Si la déclivité générale donne à ce territoire municipal son unité, les cours d'eau le divisent en trois compartiments. Deux ruisseaux traversent en effet la commune, ayant leur source en dehors de ses limites, à Saint-Julien-de-Jonzy, et leur embouchure à Iguerande. Le plus important, le ruisseau des Riollets affluent direct de la Loire long de 7,7 km au total dont 2,2 dans la commune traverse le territoire de Mailly en son milieu coulant d'une manière générale d'est en ouest. Plus modeste, le ruisseau du Pré de la Caille est un simple tributaire du ruisseau des Moines (qui devient plus en aval le ruisseau de la Besse). Il coule du nord-est vers le sud-ouest à Mailly sur 2,3 km dans la partie méridionale de la commune. Le compartiment qui s'étend au nord du ruisseau des Riollets couvre 2,3 km2 ; l'espace entre les deux ruisseaux est  d'une superficie analogue au précédent soit 2,4 km2.

### Paysages
Le Brionnais est par excellence un pays de bocage dont participe le territoire municipal de Mailly : prédominance des herbages, habitat dispersé et réseau serré de chemins ruraux. Au sud du bourg cependant, certains aspects du bocage, parcelles de forme irrégulière et de taille inégale encloses de haies vives, sont moins caractérisées que dans le Brionnais oriental. Dans ce type de paysage, la répartition de la population multiplie les écarts – près d'une vingtaine dans la commune – et les fermes isolées tandis que le bourg ne réunit qu'une part restreinte des habitants. Compte tenu de l'existence aujourd'hui de résidences secondaires, la population dite « municipale » n'est plus dans le bourg même que d'une vingtaine de personnes, soit à peine plus de 10 % du total.

### Climat
Pour des articles plus généraux, voir Climat de la Bourgogne-Franche-Comté et Climat de Saône-et-Loire.
En 2010, le climat de la commune est de type climat océanique dégradé des plaines du Centre et du Nord, selon une étude du Centre national de la recherche scientifique s'appuyant sur une série de données couvrant la période 1971-2000. En 2020, Météo-France publie une typologie des climats de la France métropolitaine dans laquelle la commune est exposée à un climat de montagne ou de marges de montagne et est dans la région climatique Centre et contreforts nord du Massif Central, caractérisée par un air sec en été et un bon ensoleillement.
Pour la période 1971-2000, la température annuelle moyenne est de 10,5 °C, avec une amplitude thermique annuelle de 17,1 °C. Le cumul annuel moyen de précipitations est de 849 mm, avec 11,1 jours de précipitations en janvier et 7,5 jours en juillet. Pour la période 1991-2020, la température moyenne annuelle observée sur la station météorologique de Météo-France la plus proche, « Charlieu », sur la commune de Charlieu à 8 km à vol d'oiseau, est de 11,6 °C et le cumul annuel moyen de précipitations est de 769,3 mm. 
La température maximale relevée sur cette station est de 41 °C, atteinte le 24 juillet 2019 ; la température minimale est de −16 °C, atteinte le 13 janvier 2003,,.
Les paramètres climatiques de la commune ont été estimés pour le milieu du siècle (2041-2070) selon différents scénarios d'émission de gaz à effet de serre à partir des nouvelles projections climatiques de référence DRIAS-2020. Ils sont consultables sur un site dédié publié par Météo-France en novembre 2022.

### Milieux naturels et biodiversité
La partie nord de la commune participe du Brionnais bossu par sa couverture végétale ; la forêt y tient une place proportionnellement plus importante que dans la moyenne du Brionnais. C'est à ce secteur que Mailly doit les 17,22 % de son taux de boisement, soit une proportion bien supérieure à celle de ses voisines méridionales (Fleury-la-Montagne 6 % ; Saint-Bonnet-de-Cray 5 %) mais cependant inférieure à celle de Saint-Julien-de-Jonzy (24 %) et a fortiori à celle de Semur (45 %). L'ensemble représenté par le Bois de la Garde et le Bois des Renardières formant un massif continu de feuillus couvre à lui seul 91,3 ha soit 96 % de la forêt locale (94,7 ha). Ailleurs dans la commune, la présence de l'arbre est donc rarissime laissant la place aux prairie et aux cultures.

## Urbanisme

### Typologie
Au 1er janvier 2024, Mailly est catégorisée commune rurale à habitat dispersé, selon la nouvelle grille communale de densité à sept niveaux définie par l'Insee en 2022.
Elle est située hors unité urbaine. Par ailleurs la commune fait partie de l'aire d'attraction de Roanne, dont elle est une commune de la couronne,. Cette aire, qui regroupe 88 communes, est catégorisée dans les aires de 50 000 à moins de 200 000 habitants,.

### Occupation des sols
L'occupation des sols de la commune, telle qu'elle ressort de la base de données européenne d’occupation biophysique des sols Corine Land Cover (CLC), est marquée par l'importance des territoires agricoles (75,7 % en 2018), une proportion sensiblement équivalente à celle de 1990 (76 %). La répartition détaillée en 2018 est la suivante : prairies (72,9 %), forêts (17,2 %), zones urbanisées (7 %), zones agricoles hétérogènes (2,8 %). L'évolution de l’occupation des sols de la commune et de ses infrastructures peut être observée sur les différentes représentations cartographiques du territoire : la carte de Cassini (XVIIIe siècle), la carte d'état-major (1820-1866) et les cartes ou photos aériennes de l'IGN pour la période actuelle (1950 à aujourd'hui).

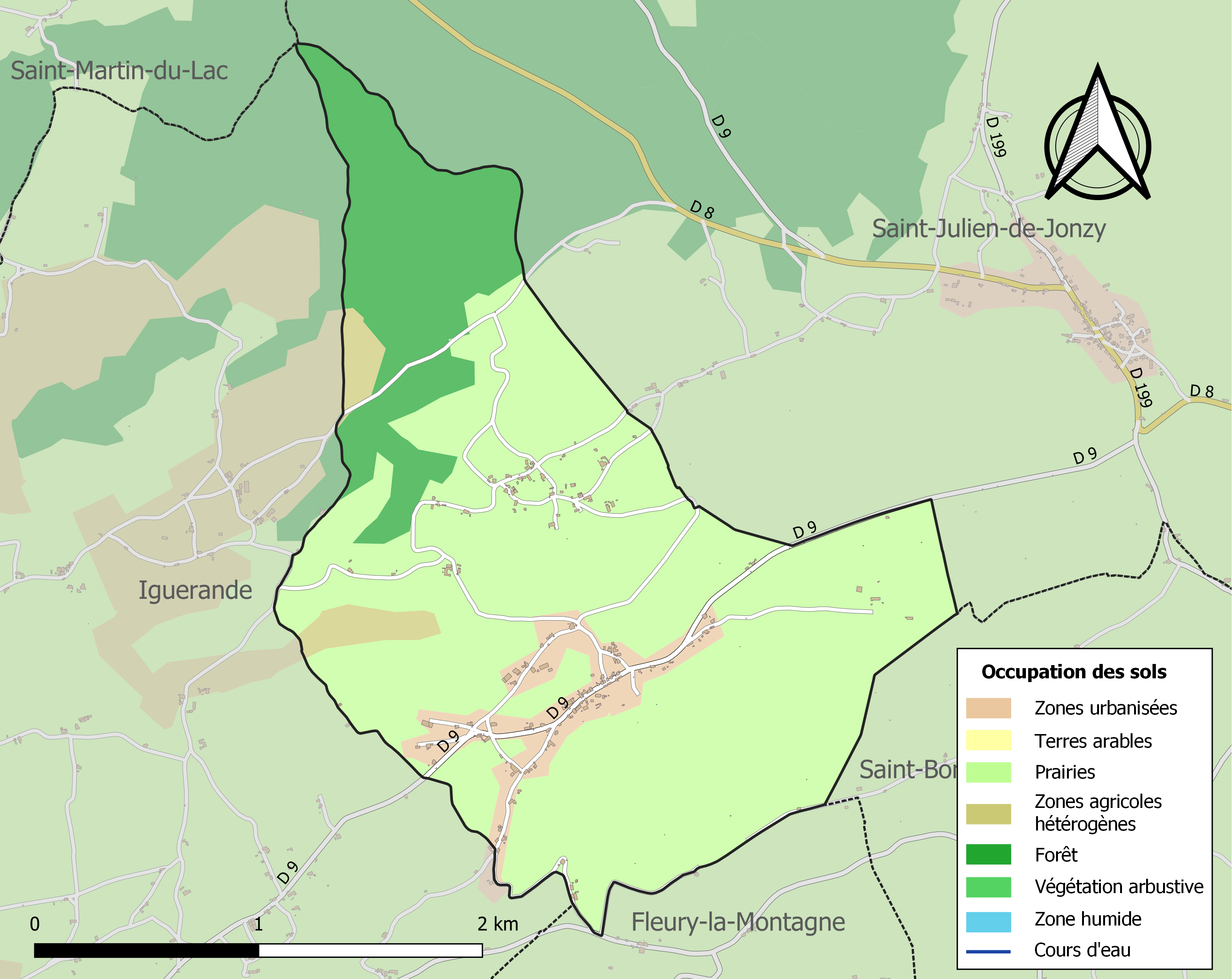
Carte des infrastructures et de l'occupation des sols de la commune en 2018 (CLC).

### Lieux-dits, hameaux et écarts
Répartis entre les trois compartiments qui ont été distingués plus haut, les lieux-dits de la commune ont pour noms:
- au nord du ruisseau des Riollets, Terre des Limasses, Terre de la Serve, les Chavannes, les Grandes Vignes, la Tuilerie, le Palais.
- entre les deux ruisseaux, le Moulin à Vent, la Baisse, les Vignes de la Caille, Rue Basse, les Lots, les Beluzes, les Gatilles, les Bardiniers, le Treuil. Là se situe aussi le village de Mailly et ses faubourgs les Cours et les Combes.
- au sud du ruisseau du Pré de la Caille et sur ses rives mêmes le lieudit la Bourbe seul écart de ce secteur le moins peuplé de la commune.
Le quartier des Chavannes représente un ensemble qui en dépit de la relative dispersion des habitations qui le constituent atteint la taille du hameau. D'autre part, d'assez nombreuses dénominations s'appliquent à des lieux non habités garennes herbeuses ou boisées telles du nord au sud le Bois de la Garde, le Rompey, le Thaureau du Coin, la Grivalière, En Saute-Lièvre, le Pré des Religieuses, les Vignes de Corbey, le Palut.

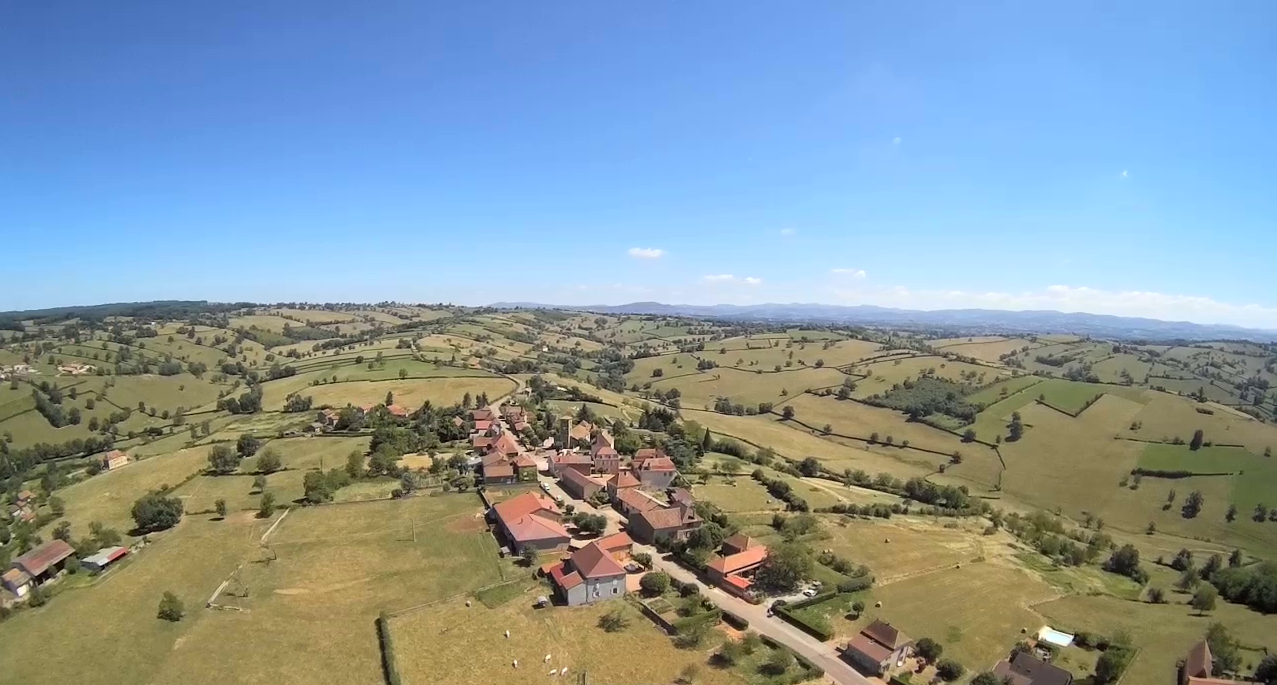
Vue aérienne du village.

### Voies de communication et transports
Sans être enclavée, la commune de Mailly est peu desservie par la route et en cela elle ne se distingue pas de nombre de localités des environs traversées par une seule départementale. En l'occurrence il s'agit de la D 9 qui prenant le relais de la D 8 à Saint-Julien-de-Jonzy constitue un tronçon d'une « transbrionnaise » est-ouest reliant Chauffailles à Iguerande. Elle emprunte sur 2,7 km la ligne faîtière de l'interfluve entre les deux ruisseaux et descend d'est en ouest en faible déclivité constituant au passage la rue centrale du village de Mailly.
L'accès au chemin de fer est à Chauffailles ou à La Clayette situées à égale distance de la commune (20 km) sur la ligne ferroviaire de Lyon à Paray-le-Monial, ou à Roanne (24 km) en direction de Paris par Saint-Germain-des-Fossés. La ligne du TGV Paris-Lyon-Marseille est accessible en 75 km à la gare de Mâcon-Loché en direction de Lyon ou à celle de Montchanin-Le Creusot en 87 km en direction de Paris. Des autobus reliant Roanne à Montchanin quotidiennement ont un arrêt à Marcigny à 12 km de Ligny. L'aéroport de Lyon-Saint-Exupéry est distant de 132 km.

## Histoire
La paroisse est le siège de la seigneurie du Palais qui offre la rare particularité d'avoir été la propriété de la même famille du début du XIVe siècle à la Révolution. La toponymie évoquerait l'existence d'un bâtiment public où siégeait un représentant éminent du pouvoir (par exemple un comte), y rendant notamment la justice, à une époque très ancienne. Les détenteurs des lieux ont été successivement:
- Étienne de Pouilly, s'accorde à Charlieu en 1339 avec la dame de Semur au sujet de la justice de la maison « du Palleys » en la paroisse de Mailly.
- Jean de Pouilly, seigneur du Palais.
- Guiotte de Pouilly, fille du précédent. Dite après son mariage Guiotte du Palais. Elle épouse en premières noces en 1359 Jean de Digoine, seigneur en partie de Boschevenon (1357), de Martinet (1366), décédé entre 1375 et 1376. Elle se remarie en secondes noces avec Philippe de Ferchant, seigneur de La Pomere. En 1362, Jean de Digoine, dit de Codes, damoiseau, tient en fief du comte de Charolais, la maison du Martinet à Saint-Romain-sous-Versigny, avec chapelle, grange, et bois, et une terre vers le fourneau, avec des vignes et prés : il peut s'agir du même personnage. Jean de Digoine est le fils de Guiot de Digoine, chevalier, seigneur de Coddes, décédé entre 1327 et 1357, et de Yoland de Boschivau.La seigneurie de Coddes est sise en Nivernais sur la paroisse de Cercy-la-Tour, à 18 km. à l'est de Decize au bord de la rivière de l'Alène.
- Robert de Digoine. Fils de la précédente. Seigneur du Bœuf en 1407. Probablement châtelain de Brancion en 1418. Il vit en 1442. Un mémoire des environs de 1700 prétend que son frère Jean de Digoine est la souche des seigneurs d'Etroyes et Mercurey. Au cours de l'hiver 1430-1431, les Bourguignons « devent aler mectre le siège devant une forteresse appelée le Palas », celle-ci étant tenue par les troupes du duc de Bourbon ou des Écorcheurs.
- Louis de Digoine, fils du précédent. Seigneur du Palais (1445 et 1446). Il vit en 1461. Il épouse avant 1433 Guillemette de Champigni. Elle vit en 1475. Il se peut que son frère cadet, Jean de Digoine, soit devenu prévôt de Brancion (décédé entre 1473 et 1503, époux de Claude de Beaupont).
- François de Digoine, fils du précédente. Il épouse en 1476 Louise du Choux.
- Humbert de Digoine, fils du précédent. Seigneur du Palais (1544). Il vit en 1543. Il épouse en 1500 Catherine de Busseul.
- Claude de Digoine, fils du précédent. Seigneur du Palais. Homme d'arme de la compagnie du duc de Guise (1553) puis maréchal des logis de ladite compagnie (1561-1568). Il épouse en 1541 Claude de Villers.
- Gilbert de Digoine, fils du précédent. Seigneur du Palais (1624-1629). Il décède entre 1624 et 1629. Il épouse Marguerite de Saint-Priest.
- Antoine de Digoine, fils du précédent. Seigneur du Palais (1629). Il épouse en 1629 Gilberte de Rollat.
- etc.

## Politique et administration

### Découpage territorial

#### Commune et intercommunalités
La commune est située dans le département de Saône-et-Loire, l'arrondissement de Charolles et depuis 2015 dans le canton de Chauffailles considérablement agrandi. Elle relevait jusqu'alors du canton de Semur-en-Brionnais aujourd'hui supprimé.

### Élections municipales et communautaires

#### Liste des maires
| Période                                  | Période        | Identité                | Étiquette | Qualité |
| ---------------------------------------- | -------------- | ----------------------- | --------- | ------- |
| 1955                                     | juin 1995      | Roux Alphonse           |           |         |
| juin 1995                                | mars 2008      | Antonin Pont            |           |         |
| mars 2008                                | septembre 2012 | J. De Broche Des Combes |           |         |
| septembre 2012                           | en cours       | Jean-Claude Burlot      |           |         |
| Les données manquantes sont à compléter. |                |                         |           |         |

## Population et société

### Démographie
L'histoire démographique de la commune présente un décalage par rapport à l'évolution de la population dans la plupart des localités rurales de la région depuis deux siècles. Cette évolution s'est déroulée ailleurs le plus souvent en trois phases ; la première couvrant la période 1800-1850 ou 1800-1875 marquée par une forte croissance de la population, la seconde généralement longue d'un siècle caractérisée par une érosion démographique importante parfois spectaculaire, la troisième qui a vu une notable reprise de la croissance depuis les plus récentes décennies. Si les causes qui ont déterminé l'existence de plusieurs phases dans l'histoire démographique de Mailly sont pour une bonne part identiques à celles qui se sont manifestées dans les campagnes de la région en général du moins n'y a t-il pas concordance avec le déroulement de cette histoire telle que décrite ci-dessus en ce qui concerne tant le nombre de phases que les dates initiales et finales et la durée de chacune d'elles. La première moitié du XIXe siècle a certes connu à Mailly comme ailleurs une croissance de la population due au maintien d'une forte natalité au sein d'une société paysanne mais qui s'est révélée ici relativement modeste (478 hab. en 1800,  589 en 1846, année marquant le pic démographique local,  soit  seulement + 23 % en quatre décennies). Mailly n'a donc jamais constitué une communauté humaine nombreuse. Au cours de la seconde moitié du XIXe siècle s'est déclenché l'exode rural  induit par l'industrialisation des petites villes de la région demandeuses de main d'œuvre. S'est alors amorcé un déclin de la population dû notamment à la réduction de la natalité au XXe siècle que les pertes humaines de la Première Guerre mondiale ont accentué (déficit de près de 80 personnes en dix ans) et qui s'est prolongé jusqu'à nos jours. Mailly a connu une véritable hémorragie humaine qui lui a fait perdre les trois quarts de ses habitants depuis un siècle et demi. À cette histoire démographique de Mailly fait défaut une période, la plus récente, qui caractérise depuis souvent deux décennies beaucoup de localités rurales de la région, période de renouveau démographique spectaculaire dans certains cas. A Mailly, Il ne restait que 152 personnes en 2018.
L'évolution du nombre d'habitants est connue à travers les recensements de la population effectués dans la commune depuis 1793. Pour les communes de moins de 10 000 habitants, une enquête de recensement portant sur toute la population est réalisée tous les cinq ans, les populations de référence des années intermédiaires étant quant à elles estimées par interpolation ou extrapolation. Pour la commune, le premier recensement exhaustif entrant dans le cadre du nouveau dispositif a été réalisé en 2005.

En 2022, la commune comptait 147 habitants, en évolution de −5,16 % par rapport à 2016 (Saône-et-Loire : −1,06 %, France hors Mayotte : +2,11 %).
| 1793 | 1800 | 1806 | 1821 | 1831 | 1836 | 1841 | 1846 | 1851 |
| ---- | ---- | ---- | ---- | ---- | ---- | ---- | ---- | ---- |
| 430  | 478  | 502  | 572  | 593  | 553  | 529  | 589  | 565  |

| 1856 | 1861 | 1866 | 1872 | 1876 | 1881 | 1886 | 1891 | 1896 |
| ---- | ---- | ---- | ---- | ---- | ---- | ---- | ---- | ---- |
| 499  | 514  | 519  | 514  | 525  | 498  | 495  | 505  | 491  |

| 1901 | 1906 | 1911 | 1921 | 1926 | 1931 | 1936 | 1946 | 1954 |
| ---- | ---- | ---- | ---- | ---- | ---- | ---- | ---- | ---- |
| 482  | 484  | 448  | 370  | 323  | 282  | 277  | 245  | 234  |

| 1962 | 1968 | 1975 | 1982 | 1990 | 1999 | 2005 | 2006 | 2010 |
| ---- | ---- | ---- | ---- | ---- | ---- | ---- | ---- | ---- |
| 193  | 166  | 166  | 175  | 161  | 165  | 172  | 174  | 153  |

| 2015 | 2020 | 2022 | - | - | - | - | - | - |
| ---- | ---- | ---- | - | - | - | - | - | - |
| 156  | 146  | 147  | - | - | - | - | - | - |

## Économie
La vie économique de la commune de Mailly se résout à peu près entièrement dans l'agriculture. La régression de cette activité, phénomène commun aux campagnes de la région a réduit considérablement le nombre des exploitations au cours des dernières décennies ; il y en avait 21 en 1988, 15 en 2000, 10 en 2010, il en reste 5 actuellement. On compte ainsi dans la commune une exploitation pour 35  habitants soit une proportion dans la moyenne du Brionnais (1 pour 45 à Vareilles, 1 pour 49 à Chassigny-sous-Dun mais 1 pour 24 à Ligny-en-Brionnais, 1 pour 29 à Saint-Julien-de-Jonzy). La surface agricole utile totale 443  ha - est aujourd'hui nettement inférieure à ce qu'elle était précédemment. La pédologie et le climat expliquent la part écrasante des herbages qui occupent 401 ha. Toutes les exploitations de la commune pratiquant l'élevage bovin relèvent de la filière viande, avec des cheptels de race charolaise, activité conforme à la spécialité dominante dans la région. Le nombre de têtes de bétail a considérablement diminué entre 2000 et 2010 passant de 888 à 633. Trois des exploitations d'élevage sont groupées aux Chavannes, la quatrième ayant son siège au lieudit les Beluzes.
Une spécificité de Mailly réside dans la place qu'y occupe la viticulture conformément à une ancienne tradition. Cette forme d'activité agricole caractérisait jadis ce terroir englobant plusieurs communes telles Saint-Julien-de-Jonzy, Semur-en-Brionnais, Iguerande, Fleury-la-Montagne etc. Au début des années 1990, on a tenté de faire revivre l'ancien vignoble, qui comptait près de 4 000 hectares avant la crise du phylloxéra survenue dans les années 1870-1880. Quelques passionnés ont persisté, avec succès. À Mailly le principal producteur cultive 8 ha de vignes  sur des calcaires à entroques disséminés sur des coteaux abrupts qui s'égouttent bien. Une autre exploitation viticole est en cours de constitution dans la commune.Hors du travail de la terre, il ne reste à mentionner à Mailly qu'un artisan d'art travaillant le cuir établi aux Chavannes.
- Production de vin biologique (depuis 2011) : Domaine Roche des Bancs. Propriétaires : Thierry Hellin et Sophie Barcella.
- Élevage de vaches charolaises.
- Café-restaurant.

## Culture locale et patrimoine

### Lieux et monuments
- L'église de Mailly est une église de type roman datant du XIIIe siècle environ. Elle abrite une crypte, redécouverte dans les années 1970.
- Château du Palais.

### Personnalités liées à la commune
- Simon de Châlons (1506-1568), peintre de la Renaissance, actif à Avignon de 1532 à 1563.[réf. nécessaire]
- Le père Goutaudier, curé de Mailly, il se distingue en cachant des résistants au cours de la Seconde Guerre mondiale. Survivant de Dachau, il est élu maire de la commune à son retour[26].
- Etienne Oehmichen (1884-1955), ingénieur, séjourne plusieurs années à Mailly, et en particulier au lieu-dit les Chavannes à partir de 1945[27].
- François Cérésa, journaliste littéraire et écrivain. Il est l'auteur de Les vampires du Brionnais, une intrigue dans laquelle les protagonistes, deux adolescents, passent leurs vacances à Mailly[28]. La commune de Mailly est également l'un des lieux privilégiés de son roman Moune, où l'auteur rend hommage à sa mère disparue : « Mailly ne doit rien au hasard. Son art roman coïncidait avec celui de ma mère. L'air y est léger, la terre argileuse. Ce nom qui fait des bulles n'obéit pas à la Bourgogne de Vincenot ou de Romain Rolland. Le Brionnais se fout de la littérature, des descriptions anorexiques ou de l'amphigourie ambiante. Sous le regard de Cluny, au nez et à la barbe de l'Auvergne, ses jarretelles d'arabesques ceignent des cuisses de pierre. D'aucuns y verront l'eau à l'embouche, d'autres un coup du Charolais. Anzy-le Duc ou Semur-en-Brionnais ne diront pas le contraire : les voûtes de l'Arabie lointaine, les feuilles d'acanthe et les démons de Baal y sont les bienvenus. L'Olympe en pince pour la framboise et les cognassiers. Un endroit du tonnerre de Zeus. »[29]

## Pour approfondir